# 卡萊尼基 (切爾卡瑟州)
卡萊尼基（羅馬化：Kalenyky）是位於烏克蘭中部切爾卡瑟州佐洛托諾沙區赫利米亞濟夫市鎮的村莊。該村始建於1622年，面積1.71平方公里，海拔高度92米，2001年人口531，人口密度每平方公里310.5人。